# 馬騤 (弘治己未進士)
馬騤（1466年—？），字懋德，山西太原府代州人，民籍，明朝政治人物。同進士出身。

## 生平
弘治十一年（1498年）戊午科山西鄉試第四十三名舉人。弘治十二年，登己未科會試第一百八十一名，三甲一百四十六名進士，初授行人司行人，十八年十一月选授江西道試監察御史，正德六年（1511年）官常州府知府，任六月，丁内艰去。起补巩昌府知府。

## 家族
曾祖馬世安；祖馬麟；父馬俊。前母陈氏、李氏，母沈氏。慈侍下。兄馬驥，成化十六年庚子科舉人，官州同知。